# Sali Nivica

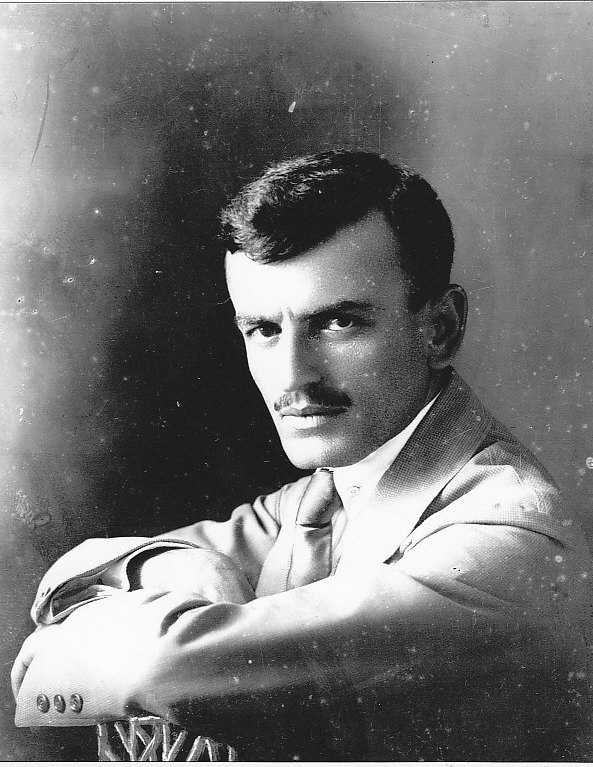

Sali Nivica (n. 15 mai 1890, Rexhin - d. 10 ianuarie 1920, Scutari) a fost un jurnalist, politician și patriot albanez.
Pentru activitatea sa patriotică a primit cea mai importantă decorație albaneză, „Onoarea Națiunii”. El a fost ucis în Scutari de către un asasin pe nume Kole Ashiku.